# Esercito del ducato di Varsavia
L'esercito del ducato di Varsavia (In polacco Armia Księstwa Warszawskiego, in francese Armée du Duché de Varsovie)  fu la forza militare terrestre del ducato di Varsavia. Questo esercito ebbe in gran parte origine dalla legione polacca al servizio della Francia sotto la Rivoluzione e l'Impero.
Si partì una da una forza di 30.000 uomini, che aumentarono fino ad arrivare a 100.000 durante i periodi di guerra.L'esercito includeva unità di fanteria, cavalleria e artiglieria. I costumi e le tradizioni napoleoniche crearono alcune tensioni sociali, ma furono responsabili di una modernizzazione benefica e di utili riforme.

## Organizzazione

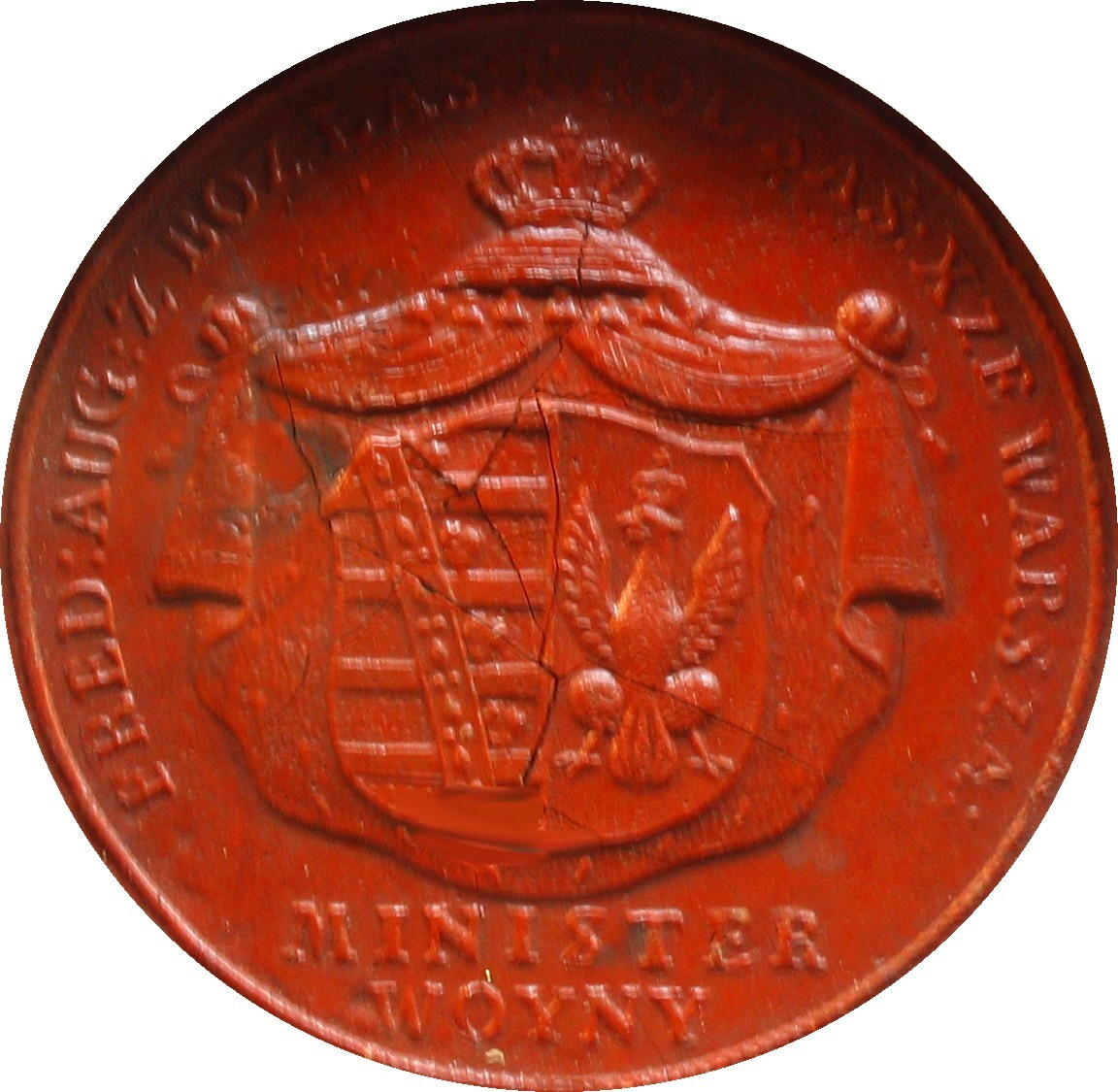
Sigillo del ministro della guerra del ducato di Varsavia.

L'embrione dell'esercito del ducato di Varsavia andò a formarsi con i legionari della legione polacca al servizio della Francia. A ciò si aggiunsero gli ex membri dell'Esercito della Confederazione polacco-lituana che risposero alla chiamata alle armi lanciata da Józef Poniatowski.
Nel 1808, dopo il primo periodo critico, e il ducato meno esposto, il movimento della gioventù patriottica chiese di essere reclutato in massa. All'inizio del 1809 e del 1812, l'esercito crescerà fortemente grazie all'afflusso numeroso di reclute provenienti dalla popolazione polacca, che viveva in territori sotto il dominio straniero e che sperava di liberarsi. L'ultimo importante periodo di reclutamento avvenne nell'autunno e nell'inverno del 1813, quando il Ducato organizzò la propria difesa dopo il disastro della campagna in Russia.
Alla sua creazione l'esercito poteva schierare 30 000 uomini (su una popolazione di 2,6 milioni di abitanti). Nel 1812, l'esercito mise in linea quasi 100.000 uomini, un numero più alto di quanto l'esercito della Confederazione polacco-lituana avrebbe mai potuto schierare. Le dimensioni dell'esercito comporteranno un carico molto pesante per le finanze del ducato. Le sue dimensioni verranno aumentate più volte. Fu raddoppiato nel 1809 durante la guerra contro l'Austria in Galizia. Diversi reggimenti furono messi in vendita dai francesi. Nell'autunno del 1813, l'esercito ricostituito avrebbe schierato circa 20.000 o 40.000 uomini, secondo alcune fonti.
Si stima che tra 180 000 e 200.000 uomini prestarono servizio in questo esercito durante la sua breve esistenza.
Oltre all'esercito del ducato di Varsavia, non bisogna dimenticare che i polacchi servirono la Francia in altre unità; la più notevole è la Legione della Vistola. Oltre all'esercito regolare, poteva essere reclutata la guardia nazionale, come avvenne nel 1809 e nel 1811.

## Comandanti
I più noti tra i comandanti dell'esercito del Ducato di Varsavia sono il Principe Józef Poniatowski (che lo comandò per gran parte della sua vita) e Jean-Henri Dombrowski.

## Composizione

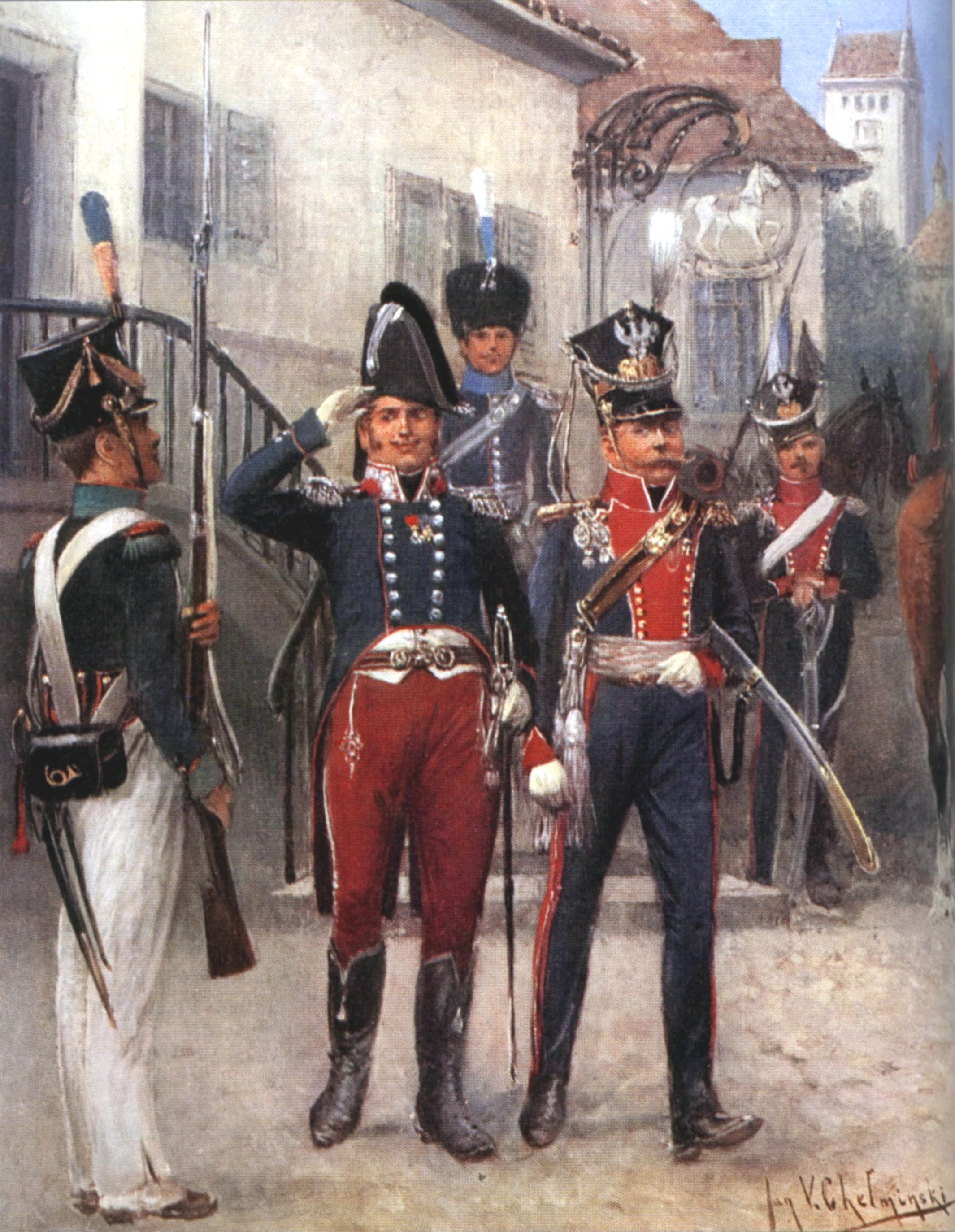
Generale di brigata e colonnello del 17° Lancieri.

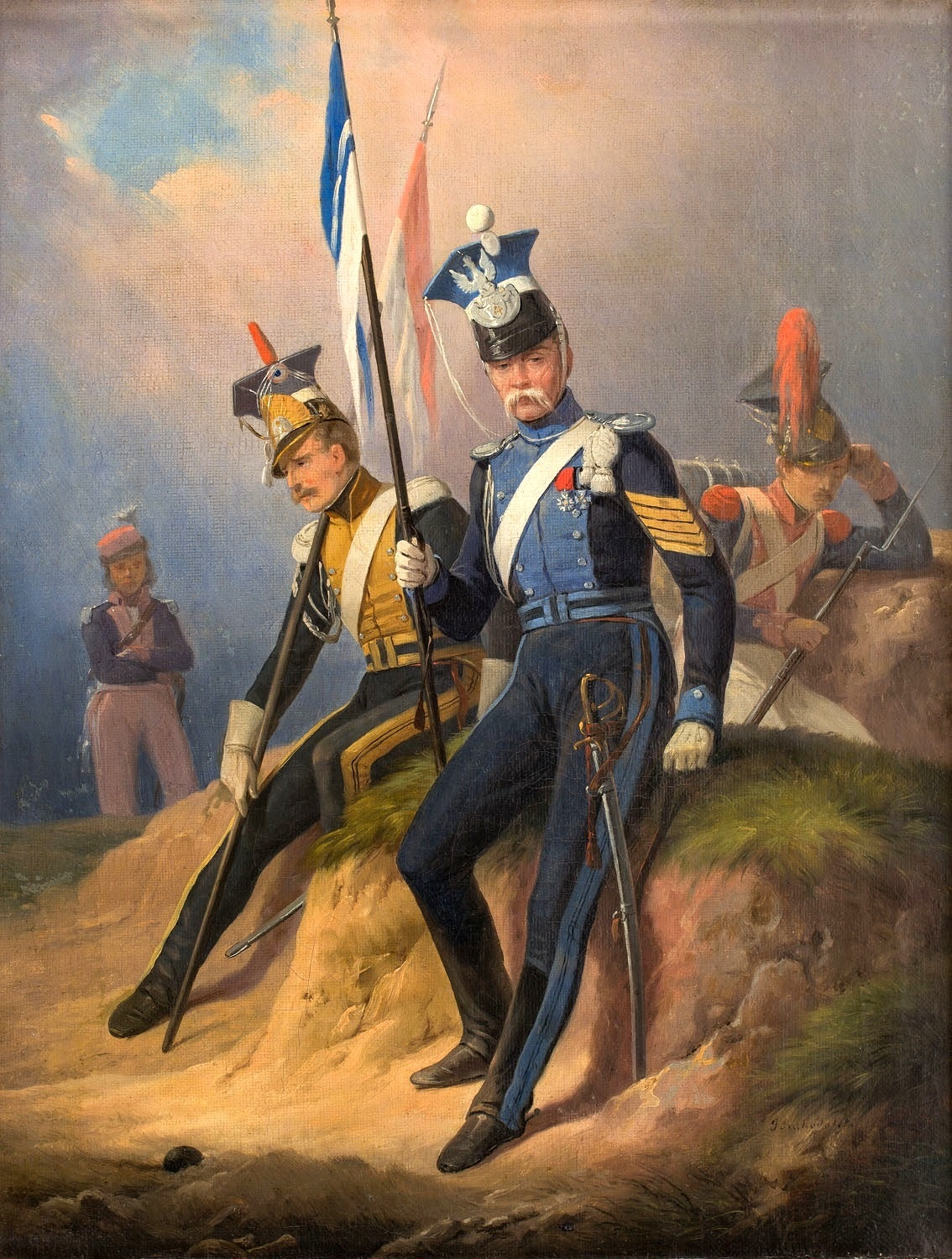
Lanciere del ducato di Varsavia (a destra. Quello a sinistra è Lanciere della Vistola), di Janvier Suchodolski.

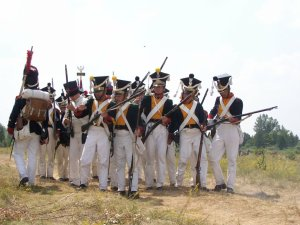
Rievocazione (2006) (4º reggimento del Ducato)

L'Armata del Ducato di Varsavia era composta alla sua creazione, di 3 legioni, raggruppanti le seguenti unità. Queste legioni saranno poi ribattezzate come divisioni.
1re legione
4 reggimenti di fanteria (numerati da 1 a 4), con due battaglioni ciascuno.
2 reggimenti di cavalleria (1 lancieri e 1 cacciatori a cavallo, numerati 1 e 2).
1 battaglione di artiglieria, composto da 3 batterie di artiglieria da 6 piedi (6 pezzi, sul modello francese), una mezza compagnia di proiettili e una compagnia del treno.
2ª legione
4 reggimenti di fanteria (numerati da 5 a 8).
2 reggimenti di cavalleria (1 lancieri e 1 cacciatore a cavallo, numerati 3 e 4).
1 battaglione di artiglieria, anch'esso composto da 3 batterie di artiglieria da 6 piedi (di 6 pezzi, sul modello francese), un quarto di compagnia di proiettili e una mezza compagnia del treno.
3 legione
4 reggimenti di fanteria (numerati da 9 a 12).
2 reggimenti di cavalleria (1 cacciatori di cavalli e lanciatori, numerati 5 e 6).
1 battaglione di artiglieria, sempre composto da 3 batterie di artiglieria da piede (6 pezzi, sul modello francese), un quarto di compagnia di fucilieri e una compagnia di mezzo del treno.
L'esercito ebbe anche una batteria di artiglieria a cavallo, create a proprie spese dal conte Wladimir Potocki. Questa compagnia comprendeva 4 pezzi di artiglieria.

### 1809
Nel 1809, quando entrò in guerra, era composto dalle tre divisioni già menzionate. Questi schierano ciascuno solo tre reggimenti di fanteria, il quarto in Spagna (IV, VII, e IX). Ogni divisione ha i suoi due reggimenti di cavalleria, 3 compagnie di artiglieria di piede. gli elementi delle tre compagnie di ingegneri e delle tre compagnie del treno sono distribuiti tra loro. Una seconda batteria di artiglieria montata verrà sollevata, sempre da un individuo (in questo caso, è Roman Soltyk).
Dopo l'occupazione della Galizia, l'esercito del ducato di Varsavia integrò molti volontari, appartenenti alla popolazione e ai prigionieri austriaci di origine polacca, il che rese possibile la creazione dell'esercito franco-galiziano.
Esercito franco-galiziano
Questo esercito era composto da unità di nuova formazione. Allineava 6 reggimenti di fanteria e 10 reggimenti di cavalleria. Tra questi, c'erano due reggimenti di ussari e un reggimento di corazzieri con due squadroni.
Alla fine dei combattimenti, queste unità si uniscono all'esercito del Ducato di Varsavia che in questo modo schierava:
- un reggimento di corazzieri (XIV)
- 10 Lancieri di Ulani (II, III, VI, VII,VIII, IX, XI, XII, XV, XVI)
- 2 reggimenti di ussari (X e XIII)
- 3 reggimenti di cacciatori a cavallo reggimenti I, IV e V)
- 17 reggimenti di fanteria (numerati da 1 a 17)
- un reggimento di artiglieria a cavallo (con 4 compagnie)
- 25 compagnie di artiglieria a piedi.

### 1812
Nel 1812, vennero schierati:
- 16 reggimenti di cavalleria con 4 squadroni (aumentati a 20 con i 4 reggimenti di lancieri sollevati in Lituania).
- 22 reggimenti di fanteria con tre battaglioni (5 nuovi reggimenti vengono sollevati in Lituania). Ma tre di loro sono ancora in Spagna.
- 1 reggimento di artiglieria da piede, 8 compagnie da campo e 8 compagnie da piazzamento.
- 1 reggimento di artiglieria a cavallo di 2 squadroni di 2 compagnie.

L'esercito del ducato di Varsavia disponeva anche un battaglione di genieri (5 compagnie e uno di pontieri).
Le truppe polacche erano divise in varie unità per questa campagna. Molto è nel V Corpo della Grande Armata, sotto forma di tre divisioni 16 al 18 Nel IX e nel X, troviamo ogni volta 3 reggimenti di fanteria del ducato. La cavalleria è anche dispersa tra varie unità.

### 1813
Nel 1813 vengono pianificate diverse unità di cavalleria leggera, i Krakus. In realtà nascerà un solo reggimento.

## Cultura, formazione e durata del servizio

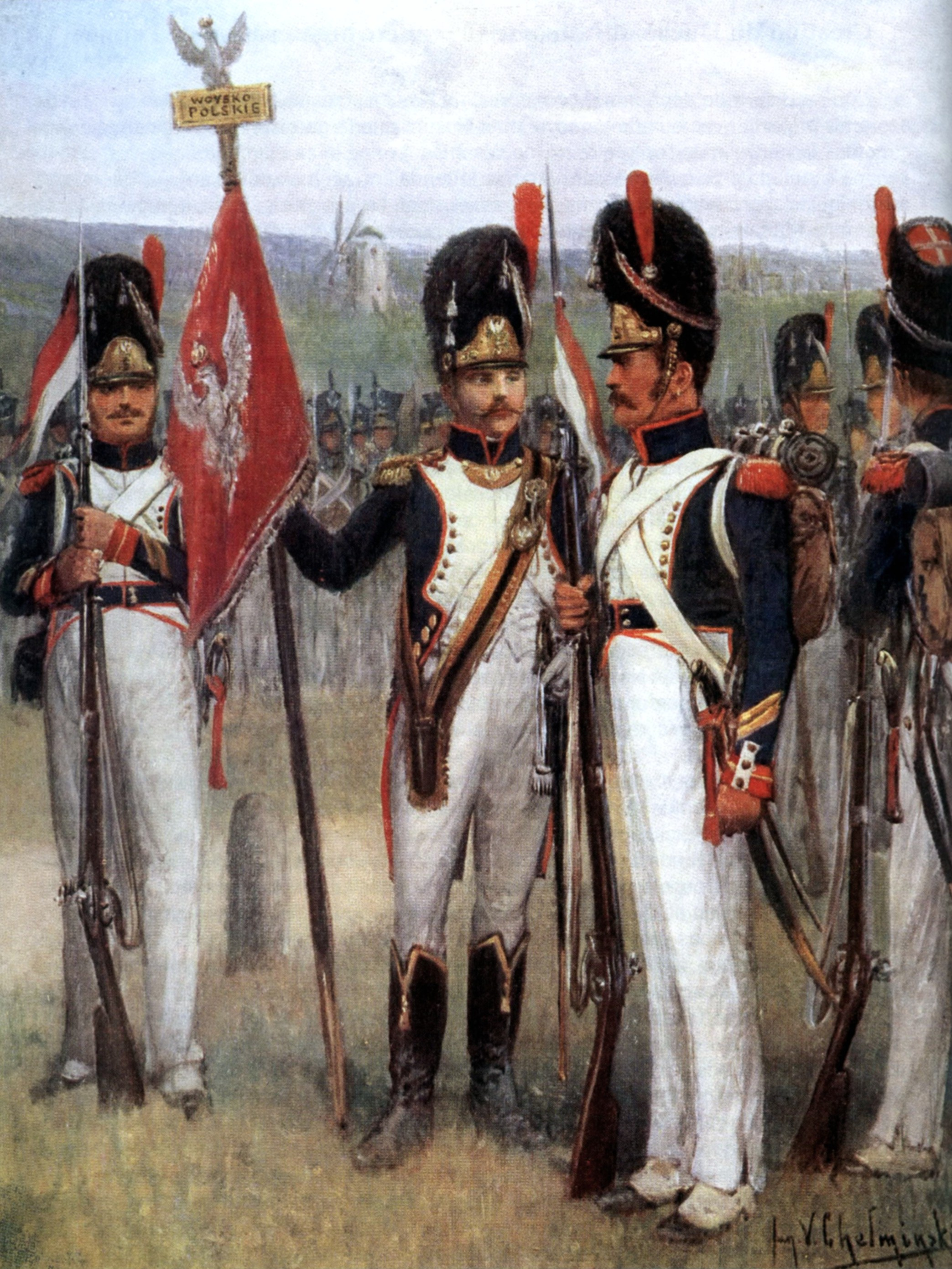
V Reggimento di fanteria del Ducato di Varsavia

L'esercito sarà al centro di uno scontro culturale tra antiche usanze polacche e nuove tradizioni napoleoniche. Alcuni conservatori cercarono di limitare il grado di ufficiale ai soli nobili. Le tradizioni civili e rivoluzionarie francesi, passate attraverso i legionari veterani, provocarono una maggiore motivazione delle reclute contadine. La funzione educativa dell'esercito sarà vista come un grande successo, anche se inaspettato.
L'esercito fu anche migliorato grazie alla modernizzazione e all'adozione delle moderne regole e tattiche militari francesi [19]. Nel complesso, l'era del ducato di Varsavia segnò un periodo di modernizzazione dell'esercito polacco, con una nuova dottrina e scienza militare che fu codificata dallo studioso militare polacco di quell'epoca, Ignacy Prądzyński.
Il tempo di servizio militare obbligatorio venne fissato a 6 anni, con tutti i cittadini di età compresa tra 21 e 28 anni che avevano la possibilità di essere scelti a sorteggio per la coscrizione. [8] L'esercito è stato sostenuto dalle nuove scuole, con la scuola elementare di 3 anni e una scuola di candidatura di 1 anno per l'artiglieria e l'ingegneria. [8]
L'esercito beneficia di nuove scuole, con una formazione di tre anni, quattro per l'artiglieria e il genio.

## Operazioni militari

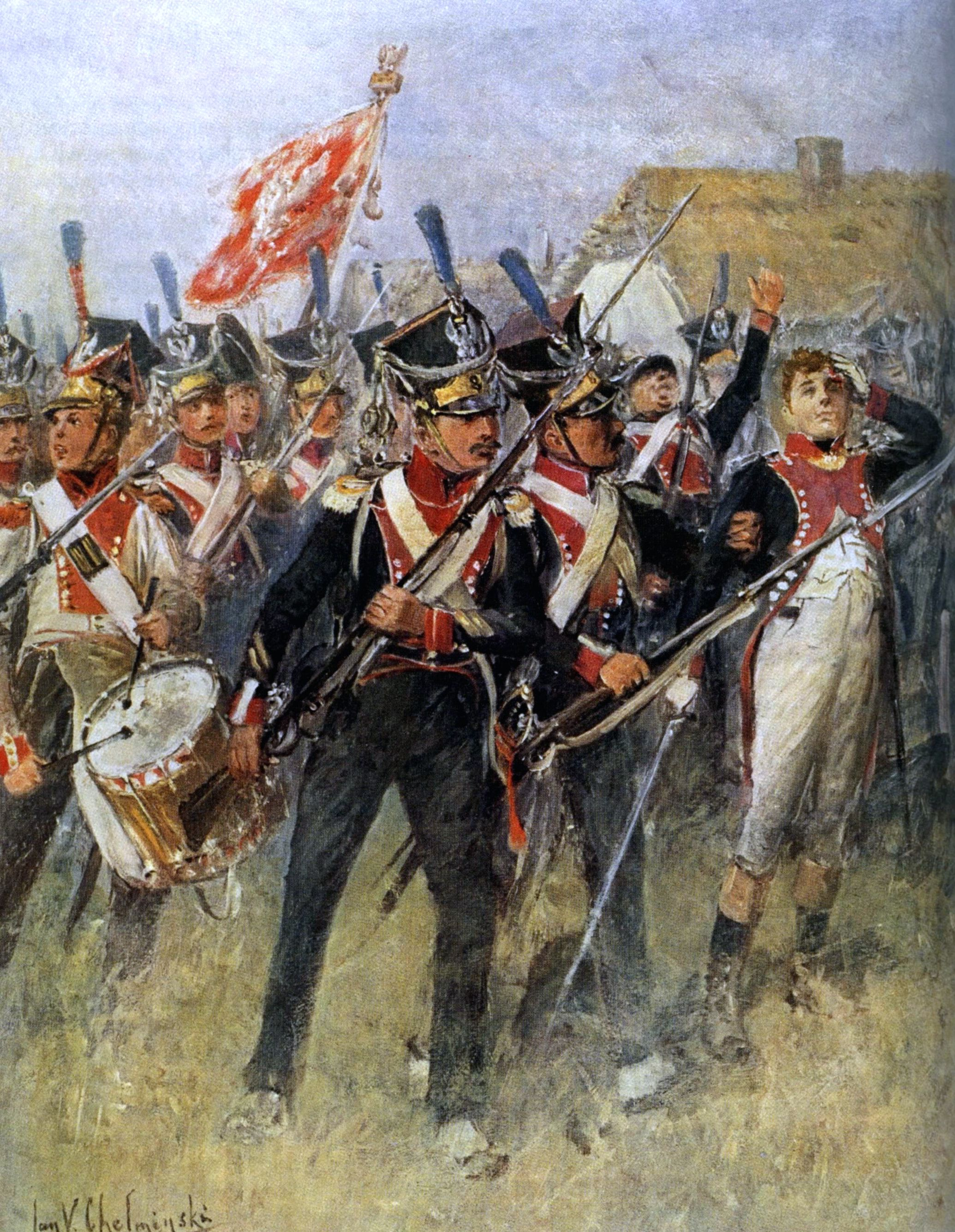
l'VIII reggimento di fanteria nella battaglia di Raszyn (1809).

Nel 1807, appena formato, l'esercito venne impiegato nella Campagna di Prussia e di Polonia, partecipando all'assedio di Danzica.
Tre reggimenti di fanteria, una batteria di artiglieria, nonché elementi del treno e degli ingegneri furono inviati in Spagna. Combattendo fino all'evacuazione della Penisola iberica e alla battaglia di Tolosa.
Durante la quinta coalizione l'esercito polacco minacciò la Galizia austriaca e a cui si opponeva un esercito composto dal VII corpo austriaco. Resistette a Raszyn ma dovette arretrare e lasciare che Varsavia cadesse in mano nemica.
Poniatowski lanciò quindi il suo esercito sulla Galizia austriaca, dove la popolazione gli era generalmente favorevole.

### Declino e fine
Nella campagna di Russia, inquadrato nell 5 Corpo della Grande Armata. Sopportando quasi il 70% delle perdite della campagna.
Dopo il disastro in Russia, il ducato venne occupato dalle forze della coalizione. Ricostituito un anno dopo, ma di dimensioni ridotte, l'esercito partecipò alla campagna di Germania e alla battaglia di Lipsia. Nello scontro l'esercito subì una perdita irreparabile in quanto il Principe Poniatowski trovò la morte.
Alcune guarnigioni resisterono. Zamość, tenuta dal generale polacco Maurycy Hauke con 3 000 uomini e 130 cannoni, fu assediato dal 10 febbraio 1813 dal generale russo von Radt con 7 000 uomini. Fu l'ultima fortezza polacca ad arrendersi il 22 dicembre 1813. Una gran parte dell'esercito rimasto seguì Napoleone in Francia.
Disorganizzato dopo la morte di Poniatowski, l'esercito continuò ad allineare nel 1814 quasi 8 000 hommes nei territori sotto il controllo francese. Si arruolò nell'esercito francese e partecipò alla campagna di Francia (1814). Fu sciolto dopo la prima abdicazione di Napoleone.
Dopo il trattato di Fontainebleau, la maggior parte dei soldati polacchi venne messa sotto custodia dei russi.